# Le Bersac
Le Bersac település Franciaországban, Hautes-Alpes megyében. Lakosainak száma 139 fő (2022. január 1.). Le Bersac Méreuil, Montrond, Savournon, Serres és Garde-Colombe községekkel határos.

## Népesség
A település népességének változása:
| Lakosok száma | 112  | 118  | 97   | 154  | 151  | 152  | 148  | 142  | 141  | 139  |
|               | 1968 | 1982 | 1990 | 2006 | 2013 | 2015 | 2017 | 2019 | 2020 | 2022 |